# 8194 Satake
8194 Satake eller 1993 SB1 är en asteroid i huvudbältet som upptäcktes den 16 september 1993 av de båda japanska astronomerna Kazuro Watanabe och Kin Endate vid Kitami-observatoriet. Den är uppkallad efter den japanska amatörastronomen Masaaki Satake.
Asteroiden har en diameter på ungefär 7 kilometer.